# Heksoprenalin
{{Drugbox-lat
| verifiedrevid = 444541801
| IUPAC_name = (±)-4,4'-{heksan-1,6-diilbis[imino(1-hidroksietan-2,1-diil)]}dibenzen-1,2-diol
| image = Hexoprenaline.png
| width = 200px
| image2 =
| width2 =
| drug_name = Heksoprenalin
| tradename =
| Drugs.com = Internacionalno ime leka
| pregnancy_AU = 
| pregnancy_US = 
| pregnancy_category =
| legal_AU = 
| legal_CA = 
| legal_UK = 
| legal_US = 
| legal_status =
| routes_of_administration =
| bioavailability =
| protein_bound =
| metabolism =
| elimination_half-life =
| excretion =
| CAS_number_Ref =  
| CAS_number = 3215-70-1
| ATC_prefix = R03
| ATC_suffix = AC06
| ATC_supplemental =  R03CC05
| PubChem = 3609
| IUPHAR_ligand =
| ChEMBL_Ref =
| ChEMBL =
| DrugBank_Ref =  
| DrugBank =
| UNII_Ref =  
| UNII = G9L6B3W684
| chemical_formula =
| C=22 | H=32 | N=2 | O=6
| molecular_weight = 420,499 g/mol
| smiles = C1=CC(=C(C=C1C(CNCCCCCCNCC(C2=CC(=C(C=C2)O)O)O)O)O)O
| StdInChI_Ref =  
| StdInChI = 
| StdInChIKey_Ref =  
| StdInChIKey = 
| synonyms = 4-[2-[6-([2-(3,4-dihidroksifenil)-2-hidroksietil]amino)heksilamino]-1-hidroksietil]benzen-1,2-diol
}}
Heksoprenalin je agonist β2-adrenergičkog receptora koji se koristi za tretmant astme.

## Spoljašnje veze
|  | Molimo Vas, obratite pažnju na važno upozorenje u vezi sa temama iz oblasti medicine (zdravlja). |